# Open Content Alliance
Open Content Alliance (Альянс Відкритий контент) —консорціум з організацій та фірм, метою якого є оцифрування бібліотечних фондів, та розміщення їх у відкритому доступі (як альтернатива проекту «Пошук книг Google» [Архівовано 22 травня 2011 у Wayback Machine.]
Консорціум було утворено у 2005 році між Yahoo та некомерційною організацією Internet Archive. Пізніше до консорціума під'єднався Microsoft, до 2008 року за його допомогою було оцифровано близько 700 тис. книжок з яких 300 тис. увійшло в проект Open Library. Окрім того до консорціума приєдналась велика кількість університетів та комерційних установ.